# Яковлев, Дмитрий Сергеевич
Дмитрий Сергеевич Яковлев (5 сентября 1915, Курганский уезд, Тобольская губерния — 3 сентября 1942, Опытная станция, Сталинградская область) — участник Великой Отечественной войны, помощник военного комиссара 272-го полка внутренних войск НКВД по комсомольской работе 10-й стрелковой дивизии внутренних войск НКВД, младший политрук.

## Биография
Дмитрий Яковлев родился 5 сентября 1915 года в посёлке Русский Саламатовской волости Курганского уезда Тобольской губернии. Решением Курганского облисполкома № 426 от 17 октября 1972 года деревня Русское Булдакского сельсовета Половинского района Курганской области исключена как сселившаяся. Ныне территория деревни входит в Половинский муниципальный округ той же области.
Рано осиротел и воспитывался у дяди. Учился в школе в селе Булдак. После окончания начальной школы поступил в Байдарскую школу крестьянской молодёжи. 
В 1932—1935 годах работал учителем начальной школы в трудпосёлке Нижний Родник Красновишерской райкомендатуры Чердынского района Свердловской области, ныне посёлок не существует, его территория входит в Красновишерский городской округ Пермского края.
В 1934 году вступил в ВЛКСМ.
В 1935 году окончил курсы по подготовке учителей в Кургане и получил направление на работу в село Пищальное Половинского района (в то время Челябинской области). Работал учителем и заведующим
начальной школы.
В 1938 году переведён на работу инструктором политпросветработы Половинского районного отдела народного образования. Коммунисты приняли его кандидатом в члены ВКП(б).
В январе 1939 года на районной комсомольской конференции Дмитрия Яковлева избрали вторым секретарём Половинского райкома ВЛКСМ. Прошёл обучение на областных курсах в Магнитогорске. 
В сентябре 1939 года был призван в Рабоче-крестьянскую Красную Армию и зачислен в 67-й полк 29-й стрелковой дивизии войск НКВД по охране железных дорог (город Иркутск). В сентябре 1940 года окончил школу младших командиров. Служил в должности командира отделения, затем в должности заместителя политрука подразделения.
Начало Великой Отечественной войны застала Яковлева в Иркутске. Сразу же подал заявление об отправке на фронт.
В начале 1942 года прибыл в Сталинград во вновь формируемую 10-ю стрелковую дивизию внутренних войск НКВД и стал помощник военного комиссара 272-го полка внутренних войск НКВД по комсомольской работе. 
В начале сентября 1942 года 272-й стрелковый полк внутренних войск НКВД занимал позицию западнее Сталинграда, в районе посёлка Опытной станции Студёно-Яблоновского сельсовета Городищенского района Сталинградской области, ныне посёлок Царицын — административный центр Царицынского сельского поселения Городищенского района Волгоградской области.
3 сентября 1942 года в бою в районе посёлка Опытной станции Дмитрий Сергеевич Яковлев бросился с двумя противотанковыми гранатами под головную машину противников, вывел танк из строя, но взорвал себя. Бойцы его подразделения забросали вражеские машины гранатами и бутылками с горючей смесью, что вынудило противников отступить. Был похоронен в районе Опытной станции. Посёлок Опытной станции был оставлен 7 сентября 1942 года, освобождён 24 января 1943 года войсками 96-й стрелковой дивизии.
В «Донесении о безвозвратных потерях…» от 12 сентября 1942 года указано, что Д.С. Яковлев пропал без вести в период с 1 по 10 сентября 1942 года.
После войны перезахоронен в братскую могилу, расположенную в посёлке Кузьмичи, ныне посёлок — административный центр Кузьмичёвского сельского поселения Городищенского района Волгоградской области.

### Клятва
Клятва Дмитрия Яковлева была обнаружена в медальоне после окончания боя под Сталинградом. Копия клятвы хранится в Центральном архиве ЦК ВЛКСМ.
3 сентября 1942 г.
Моя клятва
Я — партии сын, и Отчизна мне мать,
В бою я не буду назад отступать,
А если погибну в жестоком бою,
Скажите словами народу:
Он честно, достойно отдал жизнь свою
В сражение с врагом за свободу.

## Награды
- Орден Отечественной войны I степени, 15 февраля 1968 года.

## Память
- Одна из улиц села Половинного Половинского муниципального округа Курганской области носит имя Яковлева.
- Навечно зачислен в списки одной из частей внутренних войск МВД СССР в 1985 году.
- В зале воинской славы Памятника-ансамбля на Мамаевом кургане на одном из стягов-знамён высечено имя Д. Яковлева (знамя № 32, строка 43, столбец 2) — 48°44′32″ с. ш. 44°32′21″ в. д.HGЯO[7]
- Пищальская школа была названа именем Яковлева. Организация ликвидирована 7 октября 2014 года.